# Sigambra rugosa
Sigambra rugosa är en ringmaskart som beskrevs av Fauchald 1972. Sigambra rugosa ingår i släktet Sigambra och familjen Pilargidae. Inga underarter finns listade i Catalogue of Life.